# Walther Bruns

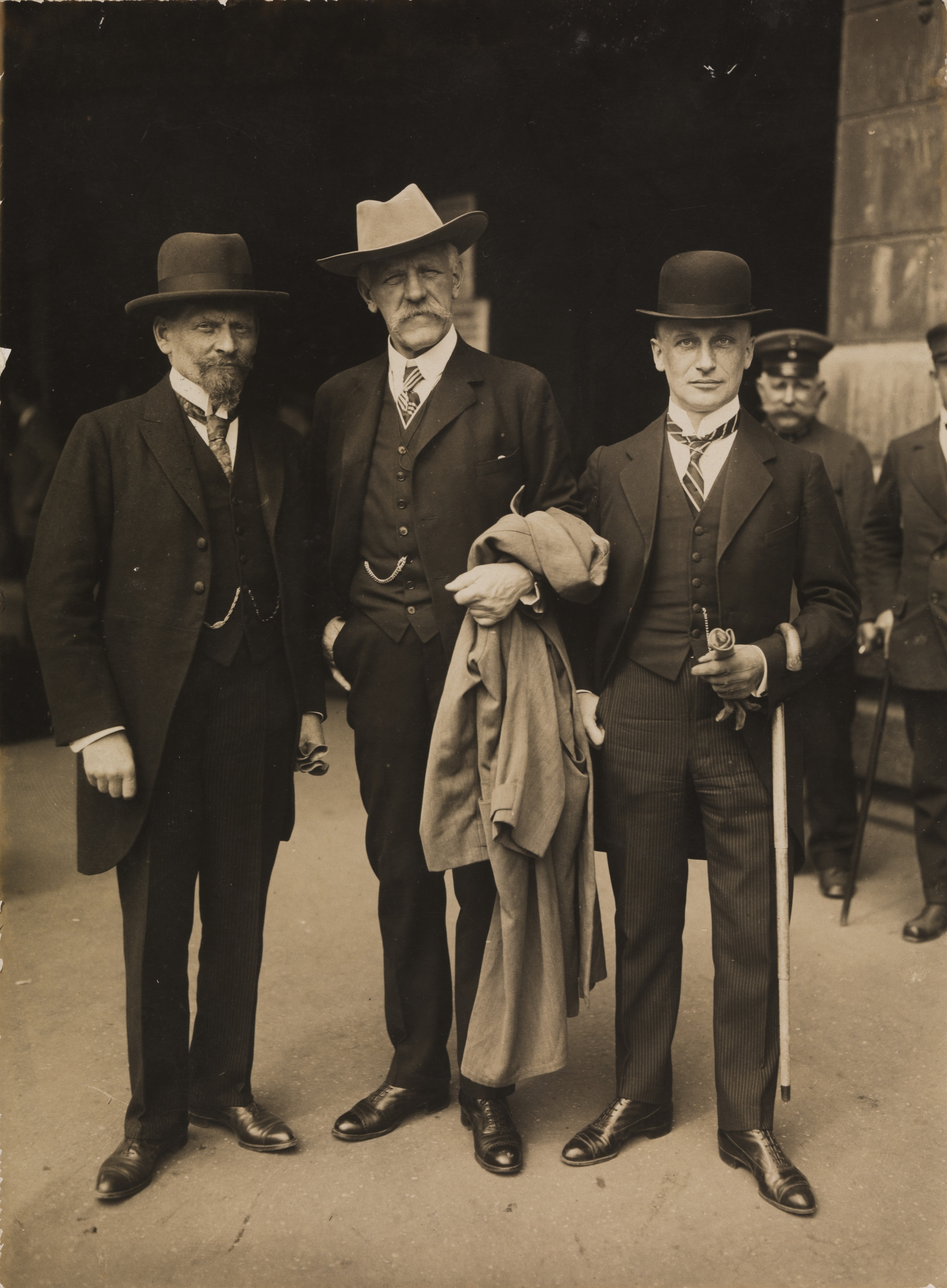
Walther Bruns (rechts) mit Fridtjof Nansen (Mitte) und Ernst Kohlschütter, etwa 1925.

Walther Friedrich Georg Bruns (auch: Walter Friedrich Georg Bruns; * 25. Juni 1889 in Hochstrieß, Kreis Danziger Höhe; † 30. Januar 1955 in Bonn) war ein deutscher Offizier und Luftschiffer. Er initiierte die Gründung der „Internationalen Studiengesellschaft zur Erforschung der Arktis mit Luftfahrzeugen“ (Aeroarctic), deren Generalsekretär er wurde.

## Leben

### Ausbildung und militärische Laufbahn
Walther Bruns war das jüngste Kind des Gutsbesitzers und Apothekers Max Wilhelm Friedrich Bruns und dessen Ehefrau Marie Henriette, geborene Dannien. Nach dem Verkauf des Guts zog die Familie 1899 nach Wiesbaden, wo Walther Bruns für kurze Zeit das humanistische Gymnasium besuchte, aber noch im selben Jahr in das Kadettenkorps wechselte. 1909 legte er seine Reifeprüfung an der Preußischen Hauptkadettenanstalt in Groß-Lichterfelde bei Berlin ab. Am 13. März 1909 trat er als Fähnrich in die Preußische Armee ein. Im Folgejahr wurde er zum Leutnant im 3. Westpreußischen Infanterie-Regiment Nr. 129 befördert. 1913 erhielt er bei den Fokker Flugzeugwerken zunächst in Berlin-Johannisthal und dann in Schwerin-Görries eine Ausbildung zum Flugzeugführer.
Seinen Einsatz im Ersten Weltkrieg begann Bruns an der Ostfront. Bereits am 20. August 1914 erhielt er bei Walterkehmen in Ostpreußen einen Bauchschuss und geriet in russische Gefangenschaft. In Folge der Schlacht bei Tannenberg wurde er befreit. Am 1. April 1915 wurde er zur Luftschifferabteilung nach Berlin-Reinickendorf versetzt. Dort qualifizierte er sich bis zum 24. Juni 1915 zum Freiballonführer und nach halbjähriger Ausbildung im Januar 1916 zum Luftschiffführer. Er diente anschließend als Offizier auf verschiedenen Luftschiffen, bis er am 1. August 1916 das Kommando über das Zeppelin-Luftschiff Z XII erhielt. Ab Dezember 1916 befehligte er das Luftschiff LZ 97. 1917 wurde Bruns zum Hauptmann befördert. Im Sommer 1917 wurde er Adjutant der 93. Verstärkten Reserve-Infanterie-Brigade und diente bis Kriegsende als Adjutant des Gouvernements Kiew.
Nach dem Krieg zog Bruns nach Görlitz, wo seine Eltern inzwischen wohnten. Er ließ sich in Handelslehre ausbilden, wurde zunächst Volontär in den Gebrüder Putzler Glashüttenwerken in Penzig und dann kaufmännischer Direktor und Teilhaber der Niederschlesischen Baugesellschaft in Görlitz. Im Herbst 1920 wurde Bruns Leiter der Kassen- und Finanzabteilung beim Reichsbeauftragten zur Überwachung der Ein- und Ausfuhr in Berlin-Friedenau. Nachdem die Behörde aufgelöst worden war, war er in leitender kaufmännischer Stellung bei den Vereinigten Chemischen Fabriken Puttendörfer-Moreau & Co. AG und ab September 1924 bei den Siemens-Schuckertwerken tätig.

### Gründer und Generalsekretär der Aeroarctic

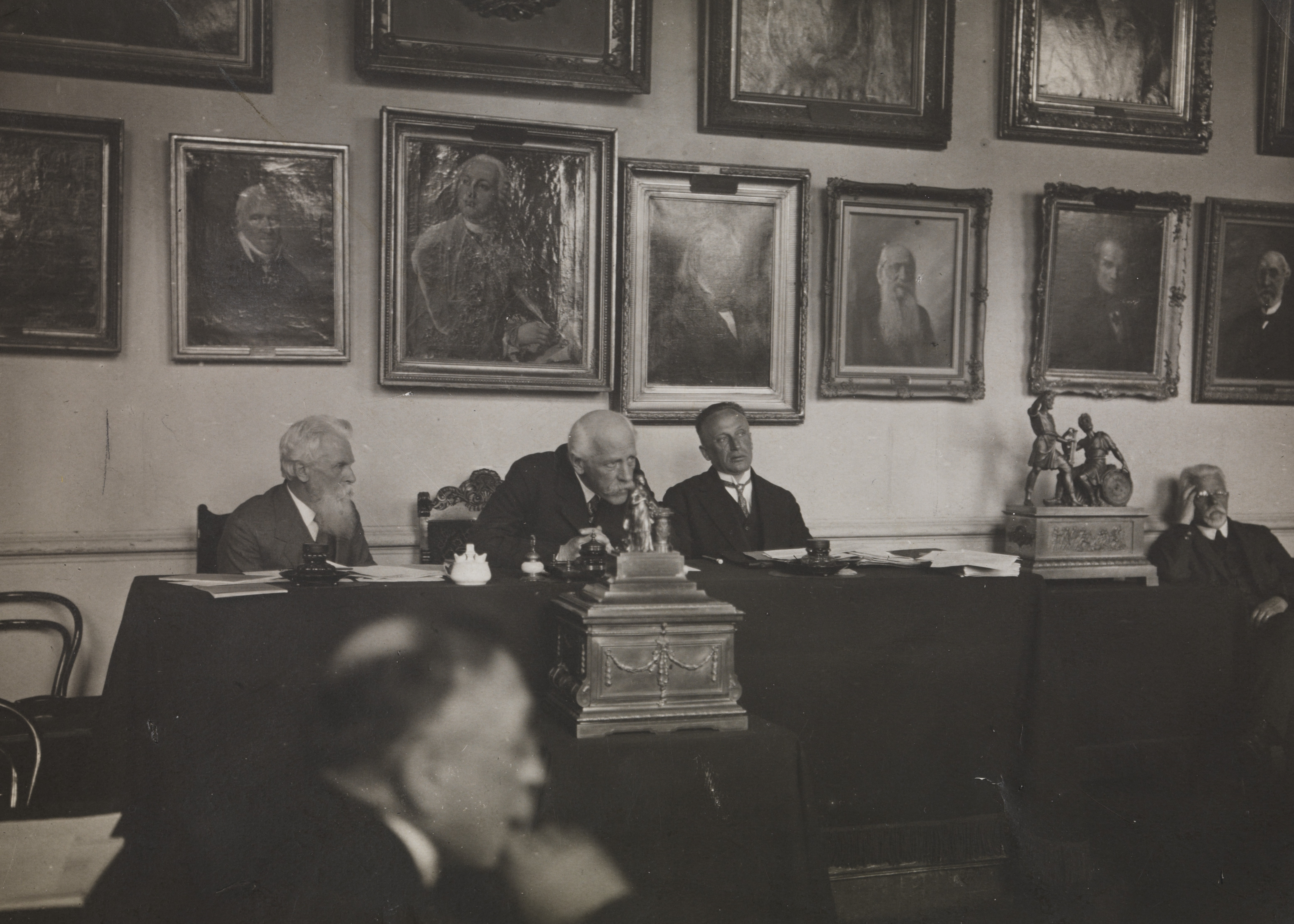
Nikolai Knipowitsch, Fridtjof Nansen und Walther Bruns auf der Generalversammlung der Aeroarctic 1928 in Leningrad

1919 hielt Bruns vor der Naturforschenden Gesellschaft zu Görlitz öffentliche Vorträge über „Die Entwicklung der Lenkluftschiffahrt“, in der er erste Ideen zur Nutzung von Luftschiffen für den transpolaren Verkehr entwickelte. Er knüpfte damit an Ideen des Meteorologen Hugo Hergesell an, der schon 1907 auf das Potential des Luftschiffs für die geografische Erforschung der Polargebiete hingewiesen und 1910 mit Ferdinand von Zeppelin eine Studienreise nach Spitzbergen unternommen hatte.
Es gelang Bruns, bedeutende deutsche Wissenschaftler für seine Pläne zu gewinnen. Unter dem Vorsitz des Aerologen Arthur Berson entstand ein „Ausschuß zur Erforschung der Arktis mit dem Luftschiff“. Gemeinsam mit Berson verfasste Bruns eine 1924 veröffentlichte Denkschrift, in der die Möglichkeiten der arktischen Luftfahrt und der mit dem Luftschiff unternommenen Arktisforschung diskutiert wurden. Dank der weltweiten Kontakte Bersons und Bruns’ direktem Zugehen auf Fridtjof Nansen gelang es, Wissenschaftler aus dem Ausland für die Ideen zu gewinnen. Am 7. Oktober 1924 wurde in Berlin die Aeroarctic, die „Internationale Studiengesellschaft zur Erforschung der Arktis mit dem Luftschiff“, gegründet. Nansen wurde zum Präsidenten, Bruns zum Generalsekretär gewählt. Er wurde von den Siemens-Schuckertwerken bis auf weiteres mit Gehalt beurlaubt.
1925 unternahm Bruns eine Vortragsreise in die Sowjetunion. Er sprach vor der Sowjetischen Geographischen Gesellschaft und unterbreitete dem Rat der Volkskommissare den Vorschlag, eine reguläre Luftschiffroute nach Ostasien einzurichten. Die Beteiligung der Sowjetunion war für das Projekt der Aeroarctic zwingend notwendig, da die arktische Route in den pazifischen Raum einen Stützpunkt auf dem Festland benötigte. Zu weiteren Besprechungen reiste er anschließend nach Japan.
Die erste Generalversammlung der Aeroarctic fand vom 9. bis 13. November 1926 in Berlin statt. Bruns wurde als Generalsekretär der Gesellschaft bestätigt und in den Geschäftsführenden Vorstand gewählt. Er hielt einen Vortrag über „Praktische Wege für den Einsatz des Luftschiffs großen Typs zu ausgedehnter wissenschaftlicher Erforschung und ständigen Überwachung der Arktis“. Im Frühjahr 1927 regte Bruns an, eine Zeitschrift mit dem Titel Arktis herauszugeben. Sie erschien zwischen 1928 und 1931 im Perthes-Verlag in Gotha und publizierte unter anderem Artikel zu wissenschaftlichen Fragen der Polarforschung und zu technischen Problemen einer Polarfahrt mit dem Luftschiff.
Auf der 2. Generalversammlung der Aeroarctic im Juni 1928 in Leningrad wurde auf Anregung von Bruns und Georg Wegener ein Forschungsrat eingesetzt, der das wissenschaftliche Programm einer Arktisfahrt vorbereitete. Im November 1928 bestätigte Hugo Eckener als Direktor der Zeppelinwerke die Bereitstellung von LZ 127 „Graf Zeppelin“ für zwei Fahrten im Jahr 1930. Die erste Fahrt sollte von Leningrad nach Nome in Alaska und wieder zurück führen. Bruns reiste deshalb 1929 mit Nansen nach Amerika, um eine Zusage für den Bau eines Ankermastes in Nome zu erwirken und das Programm der Aeroarctic in Übersee bekanntzumachen.
Durch Nansens plötzlichen Tod im Mai 1930 war die Durchführung der Expedition bedroht, da es schwierig war, einen geeigneten Nachfolger zu finden. Am 10. und 11. September 1930 gab es eine Probefahrt des Zeppelins nach Moskau, an der auch Bruns teilnahm. Die Arktisfahrt des LZ 127 fand vom 24. bis 31. Juli 1931 unter Leitung von Hugo Eckener statt, dem neuen Präsidenten der Aeroarctic, dem Bruns assistierend zur Seite stand. Das Luftschiff legte dabei ungefähr 10.600 Kilometer zurück. Die Route führte von Friedrichshafen über Berlin nach Leningrad und weiter über die Kanin-Halbinsel nach Franz-Josef-Land, wo es zu einem kurzen Treffen mit dem sowjetischen Eisbrecher Malygin kam. Anschließend wurde die Inselgruppe Sewernaja Semlja angesteuert und über die Taimyrhalbinsel und Nowaja Semlja nach Leningrad und schließlich über Berlin nach Friedrichshafen zurückgekehrt. Die Fahrt bewies die Eignung von Luftschiffen als Transportmittel und Forschungsplattform in der Arktis. Das von Rudolf Samoilowitsch, dem Leiter des Forschungsrats, verantwortete wissenschaftliche Programm konzentrierte sich darauf, die Kenntnisse über die geographischen und meteorologischen Verhältnisse der Arktis zu erweitern. Hierzu wurden eine photogrammetrisch nutzbare Panoramakamera und erstmals Radiosonden eingesetzt.
Eine für das Zweite Internationale Polarjahr 1932/33 vorgesehene zweite Fahrt fand wegen fehlender finanzieller Mittel nicht statt. Bruns besuchte aber im Sommer 1932 als Tourist an Bord der Malygin die sowjetische Forschungsstation auf der Hooker-Insel im Archipel Franz-Josef-Land.
1933 trat Bruns als Generalsekretär der Aeroarctic zurück. Aus finanziellen Gründen wurde das Erscheinen der Zeitschrift Arktis eingestellt. 1937 löste sich die Gesellschaft auf.

### Tätigkeit nach 1933
Neben seiner Tätigkeit für die Aeroarctic hatte Walther Bruns in Berlin (1926–1929) und Halle (1931–1932) Jura studiert. Am 20. April 1933 wurde er von der Universität Halle mit dem Prädikat cum laude promoviert. Ab dem Sommer 1933 beteiligte er sich an Bekleidungsfirmen in Württemberg und kehrte erst 1936 nach Berlin zurück, wo er seine militärische Laufbahn wieder aufnahm und 1937 zum Major befördert wurde. Ab 1938 leitete er das Heeresbekleidungsamt in Stettin, das wegen der alliierten Luftangriffe 1943 nach Silligsdorf verlegt wurde. Am Ende des Zweiten Weltkriegs bekleidete Bruns den Rang eines Obersts.
1945 wohnte Bruns mit seiner Familie in Görlitz, zog aber bald nach Hameln. Er hielt populärwissenschaftliche Vorträge über seine Arktisfahrt mit LZ 127 und schrieb Leitartikel und Kolumnen zu politischen Fragen für die Niedersächsische Rundschau und die Deister- und Weserzeitung. 1951 wurde er Kassenwart im CDU-Ortsverband Hameln. Wahrscheinlich ein Jahr später zog er nach Bonn um, wo er am 30. Januar 1955 an den Spätfolgen seiner Kriegsverletzung verstarb.

## Familie
Walther Bruns war zweimal verheiratet. Seine Ehe mit Elisabeth Charlotte Margarete Zabel (* 1895), einer Tochter des königlich preußischen Oberstabsarztes Rudolf Zabel, wurde am 2. August 1914 in Graudenz geschlossen. Ihr entstammen die Kinder Horst Maximilian Rudolf (* 1915), Eckard Dietrich Hans Karl (* 1917) und Helga Marie Albertha (* 1920). Horst Bruns wurde Bildhauer, Eckard Bruns Jagdflieger. Nach der Scheidung heiratete Walther Bruns am 28. Dezember 1921 in Oppeln die Sozialbeamtin Erika Helena Emma Petiscus (* 1894), Tochter des Oberstleutnants a. D. Erich Friedrich Victor Petiscus. Mit seiner zweiten Ehefrau hatte Bruns die 1923 geborenen Zwillingstöchter Gisela und Ingrid. Gisela starb als Kleinkind, Ingrid wurde Ärztin.

## Werke (Auswahl)
- Luftfahrt und Weltverkehr. In: Der Luftweg. Band 14, 1922, S. 137.
- Praktische Wege für den Einsatz des Luftschiffs großen Typs zu ausgedehnter wissenschaftlicher Erforschung und ständiger Überwachung der Arktis. In: Petermanns Geographische Mitteilungen, Ergänzungsheft 191, 1927, S. 19–25.
- Über den Stand der Vorarbeiten für die Polarexpedition. In: Arktis. Band 2, Nr. 3, 1929, S. 95–97.
- Wissenschaftliches Arbeiten im Luftschiff über der Arktis. In: Atlantis: Länder, Völker, Reisen. Band 3, Heft 11, 1931, S. 696–701.
- Der Begriff des „Freien Luftraums“ im Völkerrecht. Dissertation, Universität Halle (Saale) 1932.
- Luftfahrzeuge als Hilfsmittel in der Polarforschung. In: Zeitschrift für Flugtechnik und Motorluftschiffahrt. Band 23, 1932, S. 65–72.